# Lijst van rijksmonumenten in Hattem
De plaats Hattem telt 94 inschrijvingen in het rijksmonumentenregister. Hieronder een overzicht. 
| Object | Oorspronkelijke functie?  | Bouwjaar                                  | Architect       | Locatie                                | Coördinaten?                 | Nr.?   | Afbeelding                                                                                 |
| --- | ------------------------- | ----------------------------------------- | --------------- | -------------------------------------- | ---------------------------- | ------ | ------------------------------------------------------------------------------------------ |
| Pand met eenvoudige, gepleisterde klosgevel, met in de top een staafanker. Vrij goed bewaarde onderpui | Woonhuis                  | laatste helft 17e eeuw midden 19e eeuw    |                 | Achterstraat 12                        | 52° 28' 31" NB, 6° 4' 9" OL  | 8392   | Meer afbeeldingen                                                                          |
| Pand met eenvoudige klokgevel, met natuurstenen hoekvoluten. Het gerestaureerde pand heeft in de vensters 20- en 9-ruitsschuiframen | Woonhuis                  | 1777                                      |                 | Kerkstraat 23                          | 52° 28' 28" NB, 6° 4' 6" OL  | 8393   | Meer afbeeldingen                                                                          |
| In oorsprong pand op de hoek van de Derde Walsteeg. De gepleisterde zijgevel heeft in het achtergedeelte drie geblokte ontlastingsbogen bewaard. Lager achterhuis. De voorgevel heeft een vroeg-19e-eeuws karakter. In de hoge schilddak een dakkapel met fronton en hijsbalk | Woonhuis                  | ca. 1600                                  |                 | Kerkstraat 27                          | 52° 28' 29" NB, 6° 4' 5" OL  | 8394   | Meer afbeeldingen                                                                          |
| Huis op de hoek van de Gasthuissteeg | Woonhuis                  | late middeleeuwen                         |                 | Kruisstraat 5                          | 52° 28' 30" NB, 6° 4' 10" OL | 8396   | Meer afbeeldingen                                                                          |
| Smal pand onder een lessenaarsdak, dat aansluit tegen nr 5. De halve puntgevel met vlechtingen maakt een 18e-eeuwse indruk | Woonhuis                  | mogelijk 18e eeuw                         |                 | Kruisstraat 7                          | 52° 28' 30" NB, 6° 4' 10" OL | 18241  | Meer afbeeldingen                                                                          |
| Pand met eenvoudige klokgevel | Woonhuis                  | laatste kwart 18e eeuw                    |                 | Kruisstraat 9                          | 52° 28' 30" NB, 6° 4' 11" OL | 18242  | Meer afbeeldingen                                                                          |
| Pand met tuitgevel, bekroond door een houten fronton en met gebeeldhouwde hoekvoluten. Twee blinde vensters te weerszijden van het verdiepingsvenster, dat een twaalfruitsschuifraam heeft                                                                                    | Woonhuis                  | midden 18e eeuw                           |                 | Achterstraat 10                        | 52° 28' 31" NB, 6° 4' 9" OL  | 20927  | Meer afbeeldingen                                                                          |
| Pand met gepleisterde puntgevel, waarop een bolvormige bekroning. Venster met zesruitsschuifraam. Pannen zadeldak | Woonhuis                  | 17e of 18e eeuw                           |                 | Achterstraat 25                        | 52° 28' 30" NB, 6° 4' 5" OL  | 20928  | Meer afbeeldingen                                                                          |
| Stadsboerderij onder met pannen gedekt schilddak. Onderkelderd woongedeelte, gepleisterde lijstgevel van 19e-eeuws karakter. Stal onder een dak met het woonhuis | Boerderij                 | waarschijnlijk 18e eeuw                   |                 | Achterstraat 30                        | 52° 28' 31" NB, 6° 4' 5" OL  | 20929  | Meer afbeeldingen                                                                          |
| Voorm.synagoge | Kerk en kerkonderdeel     | midden 19e eeuw                           |                 | Achterstraat 33                        | 52° 28' 30" NB, 6° 4' 3" OL  | 20930  | Meer afbeeldingen                                                                          |
| Pand achter gepleisterde puntgevel met toppilaster op leeuwenmasker | Woonhuis                  | eerste helft 17e eeuw                     |                 | Achterstraat 34                        | 52° 28' 31" NB, 6° 4' 4" OL  | 20931  | Meer afbeeldingen                                                                          |
| Pand met gepleisterde voorgevel onder een aan de voorzijde afgewolfd zadeldak en een fraaie puntgevel aan de achterzijde | Woonhuis                  | ca. 1600                                  |                 | Achterstraat 46                        | 52° 28' 31" NB, 6° 4' 2" OL  | 20932  | Meer afbeeldingen                                                                          |
| Zeer vervallen pand, bestaande uit een voor- en een achterhuis | Woonhuis                  | 1623                                      |                 | Achterstraat 48                        | 52° 28' 31" NB, 6° 4' 1" OL  | 20933  | Meer afbeeldingen                                                                          |
| Stenen schuur, kasteel Hattem | Gebouw                    | middeleeuwen                              |                 | Adelaarshoek 18                        | 52° 28' 25" NB, 6° 4' 14" OL | 20934  | Meer afbeeldingen                                                                          |
| 'Pand der liefde' | Gebouw                    | 1626                                      |                 | Adelaarshoek 3                         | 52° 28' 26" NB, 6° 4' 12" OL | 20935  | Meer afbeeldingen                                                                          |
| Op de vestingmuur staand gepleisterd pandje onder pannen dak | Bijgebouwen               | 18e eeuw                                  |                 |                                        | 52° 28' 36" NB, 6° 3' 8" OL  | 20936  | Op de vestingmuur staand gepleisterd pandje onder pannen dak                               |
| Dijkpoort | Gebouw                    | mogelijk ca. 1400                         |                 | Dijkpoort 1                            | 52° 28' 32" NB, 6° 4' 12" OL | 20937  | Meer afbeeldingen                                                                          |
| Pandje onder zadeldak | Gebouw                    | waarschijnlijk 17e eeuw                   |                 | Dijkpoort 3                            | 52° 28' 32" NB, 6° 4' 12" OL | 20938  | Meer afbeeldingen                                                                          |
| Gepleisterd huisje zonder verdieping onder zadeldak | Gebouw                    | 17e eeuw                                  |                 | Dijkpoort 2                            | 52° 28' 33" NB, 6° 4' 12" OL | 20939  | Meer afbeeldingen                                                                          |
| Pandje zonder verdieping onder met oud-hollandse pannen gedekt schilddak | Gebouw                    |                                           |                 | Dijkpoort 5                            | 52° 28' 33" NB, 6° 4' 12" OL | 20940  | Pandje zonder verdieping onder met oud-hollandse pannen gedekt schilddak                   |
| Veldoven | Industrie                 | 1909                                      |                 | Geldersedijk 24                        | 52° 29' 1" NB, 6° 3' 57" OL  | 20941  | Meer afbeeldingen                                                                          |
| Boerderij onder rieten wolfsdak | Gebouw                    | 18e eeuw                                  |                 | Groeneweg 6                            | 52° 28' 45" NB, 6° 2' 19" OL | 20942  | Upload foto                                                                                |
| Pand onder hoog zadeldak | Gebouw                    | late middeleeuwen                         |                 | Markt 1                                | 52° 28' 29" NB, 6° 4' 12" OL | 20943  | Meer afbeeldingen                                                                          |
| Voormalige hoofdmacht | Gebouw                    | 1621 (bouw) derde kwart 19e eeuw (verb.)  |                 | Kerkhofstraat 2                        | 52° 28' 28" NB, 6° 4' 12" OL | 20944  | Meer afbeeldingen                                                                          |
| Gepleisterd pand op onregelmatig rechthoekige plattegrond met verdieping en schilddak | Gebouw                    | wellicht 16e eeuw (oorsprong)             |                 | Kerkhofstraat 4                        | 52° 28' 36" NB, 6° 3' 8" OL  | 20945  | Meer afbeeldingen                                                                          |
| Hoog rechthoekig woonhuis van begane-grond en verdieping onder een zadeldak met het nr 7 | Gebouw                    | waarschijnlijk 16e eeuw                   |                 | Kerkhofstraat 5                        | 52° 28' 29" NB, 6° 4' 14" OL | 20946  | Meer afbeeldingen                                                                          |
| Hoog rechthoekig woonhuis van begane-grond en verdieping onder een zadeldak met het nr 5 | Gebouw                    | waarschijnlijk 16e eeuw                   |                 | Kerkhofstraat 7                        | 52° 28' 28" NB, 6° 4' 15" OL | 20947  | Meer afbeeldingen                                                                          |
| Woonhuis van parterre en verdieping met hoog zadeldak | Gebouw                    | 16e eeuw (oorsprong)                      |                 | Kerkhofstraat 9                        | 52° 28' 28" NB, 6° 4' 15" OL | 20948  | Meer afbeeldingen                                                                          |
| Daendelshuis | Gebouw                    | 1618                                      |                 | Kerkhofstraat 11                       | 52° 28' 28" NB, 6° 4' 16" OL | 20949  | Meer afbeeldingen                                                                          |
| Gepleisterd pand | Gebouw                    | waarschijnlijk 16e eeuw                   |                 | Kerkplein 1                            | 52° 28' 28" NB, 6° 4' 12" OL | 20950  | Meer afbeeldingen                                                                          |
| Gepleisterd hoekhuis onder hoog schilddak | Werk-woonhuis             | waarschijnlijk 17e eeuw (oorsprong)       |                 | Kerkplein 2                            | 52° 28' 27" NB, 6° 4' 12" OL | 20951  | Meer afbeeldingen                                                                          |
| Stichting van Nicolaas Staal voor oude lieden | Gebouw                    | 1663 (jaarsteen) 1805 (oprichting)        |                 | Kerkstraat 9                           | 52° 28' 28" NB, 6° 4' 9" OL  | 20952  | Meer afbeeldingen                                                                          |
| Pand met een eenvoudige lijstgevel | Gebouw                    | eerste helft 19e eeuw                     |                 | Kerkstraat 11                          | 52° 28' 28" NB, 6° 4' 8" OL  | 20953  | Meer afbeeldingen                                                                          |
| Pand met gerestaureerde trapgevel | Gebouw                    | eerste kwart 17e eeuw                     |                 | Kerkstraat 12                          | 52° 28' 29" NB, 6° 4' 7" OL  | 20954  | Meer afbeeldingen                                                                          |
| Pand met eenvoudige lijstgevel van 19e-eeuws karakter | Gebouw                    | 19e eeuw                                  |                 | Kerkstraat 14                          | 52° 28' 29" NB, 6° 4' 7" OL  | 20955  | Pand met eenvoudige lijstgevel van 19e-eeuws karakter                                      |
| Pand met gerestaureerde puntgevel | Gebouw                    | 1633 (jaartalankers)                      |                 | Kerkstraat 29                          | 52° 28' 29" NB, 6° 4' 5" OL  | 20956  | Meer afbeeldingen                                                                          |
| Pand met gepleisterde puntgevel met geprofileerde, natuurstenen waterlijst en toppilaster | Gebouw                    | eerste helft 17e eeuw                     |                 | Kerkstraat 31                          | 52° 28' 29" NB, 6° 4' 4" OL  | 20957  | Meer afbeeldingen                                                                          |
| Groot pand onder hoog, afgewolfd zadeldak tussen afgeknotte puntgevels | Gebouw                    | mogelijk lte middeleeuwen                 |                 | Kerkstraat 38                          | 52° 28' 30" NB, 6° 4' 2" OL  | 20958  | Meer afbeeldingen                                                                          |
| Pand met eenvoudige puntgevel met vlechtingen | Woonhuis                  | mogelijk 18e eeuw                         |                 | Kerkstraat 39                          | 52° 28' 29" NB, 6° 4' 4" OL  | 20959  | Meer afbeeldingen                                                                          |
| Klein, gepleisterd huisje onder pannen schilddak | Gebouw                    | 17e eeuw (sierankers)                     |                 | Kerkstraat 42                          | 52° 28' 30" NB, 6° 4' 1" OL  | 20960  | Klein, gepleisterd huisje onder pannen schilddak                                           |
| Pakhuis, met naast gelegen pakhuis | Industrie                 | 16e eeuw (bouw) 17e eeuw (verhoogd)       |                 | Knorrenburgerstraat 2                  | 52° 28' 31" NB, 6° 4' 14" OL | 20961  | Meer afbeeldingen                                                                          |
| Gepleisterd pand met verdieping en met pannen gedekt zadeldak, evenwijdig aan de straat | Gebouw                    | 16e eeuw                                  |                 | Korte Kerkstraat 1                     | 52° 28' 27" NB, 6° 4' 13" OL | 20962  | Meer afbeeldingen                                                                          |
| De Oude Wehme | Gebouw                    | eerste kwart 15e eeuw (eerste vermelding) |                 | Korte Kerkstraat 7                     | 52° 28' 27" NB, 6° 4' 15" OL | 20963  | Meer afbeeldingen                                                                          |
| Het Hooge Huis | Gebouw                    | 1580                                      |                 | Korte Kerkstraat 14                    | 52° 28' 26" NB, 6° 4' 15" OL | 20964  | Meer afbeeldingen                                                                          |
| Pand met halve verdieping en pannen zadeldak | Gebouw                    | 17e of 18e eeuw                           |                 | Kruisstraat 1                          | 52° 28' 29" NB, 6° 4' 10" OL | 20965  | Meer afbeeldingen                                                                          |
| Waag | Gebouw                    | 1625                                      |                 | Markt 1                                | 52° 28' 29" NB, 6° 4' 12" OL | 20966  | Waag                                                                                       |
| Pand op de hoek van de Markt onder schilddak, dat aan de westzijde aansluit tegen de puntgevel met topschoorsteen. | Gebouw                    | late middeleeuwen                         |                 | Kerkstraat 2                           | 52° 28' 28" NB, 6° 4' 10" OL | 20967  | Meer afbeeldingen                                                                          |
| Pand onder met oudhollandse pannen gedekt zadeldak | Gebouw                    | vroeg 16e eeuw (kern)                     |                 | Kruisstraat 20                         | 52° 28' 31" NB, 6° 4' 12" OL | 20968  | Meer afbeeldingen                                                                          |
| Raadhuis | Gebouw                    | 16e eeuw                                  |                 | Markt 1                                | 52° 28' 28" NB, 6° 4' 12" OL | 20969  | Meer afbeeldingen                                                                          |
| Markt, nabij de voormalige hoofdwacht | Gebouw                    | 1776                                      |                 | Markt tegenover 1                      | 52° 28' 28" NB, 6° 4' 12" OL | 20970  | Markt, nabij de voormalige hoofdwacht                                                      |
| Rechts naast het stadhuis een klein pand onder een zadeldak, vermoedelijk laat-middeleeuws | Gebouw                    | late middeleeuwen                         |                 | Markt bij 1                            | 52° 28' 29" NB, 6° 4' 12" OL | 20971  | Rechts naast het stadhuis een klein pand onder een zadeldak, vermoedelijk laat-middeleeuws |
| Toren Grote of Andreaskerk (Hattem) | Kerk en kerkonderdeel     | 12e eeuw (bouw) 15e eeuw (verhoogd)       |                 | Markt 2                                | 52° 28' 28" NB, 6° 4' 13" OL | 20972  | Toren Grote of Andreaskerk (Hattem)                                                        |
| Grote of Andreaskerk (Hattem) | Kerk en kerkonderdeel     | 1176 - 1504                               |                 | Markt 2                                | 52° 28' 28" NB, 6° 4' 13" OL | 20973  | Meer afbeeldingen                                                                          |
| Herenhuis onder een hoog zadeldak met het buurpand nr 4 | Gebouw                    | late middeleeuwen                         |                 | Markt 3                                | 52° 28' 27" NB, 6° 4' 11" OL | 20974  | Meer afbeeldingen                                                                          |
| Herenhuis onder een hoog zadeldak met het buurpand nr 3-3a | Gebouw                    | late middeleeuwen                         |                 | Markt 4                                | 52° 28' 27" NB, 6° 4' 11" OL | 20975  | Meer afbeeldingen                                                                          |
| Herenhuis onder mansardekap en met eenvoudige lijstgevel van 19e-eeuws karakter | Gebouw                    | mogelijk 18e eeuw (oorsprong)             |                 | Markt 5                                | 52° 28' 27" NB, 6° 4' 10" OL | 20976  | Meer afbeeldingen                                                                          |
| Twee verdiepingen hoog pand onder met oud-Hollandse pannen gedekt schilddak | Werk-woonhuis             | 19e eeuw (verbouwing)                     |                 | Markt 8                                | 52° 28' 28" NB, 6° 4' 10" OL | 20977  | Twee verdiepingen hoog pand onder met oud-Hollandse pannen gedekt schilddak                |
| Gepleisterd pand onder met pannen gedekt schilddak | Boerderij                 | 17e of 18e eeuw                           |                 | Molenbelt 2                            | 52° 28' 31" NB, 6° 4' 1" OL  | 20978  | Meer afbeeldingen                                                                          |
| Stenen schuur, behorend bij de stadsboerderij molenbelt | Woonhuis                  | 17e of 18e eeuw (oorsprong)               |                 | Molenbelt 4                            | 52° 28' 31" NB, 6° 4' 1" OL  | 20979  | Meer afbeeldingen                                                                          |
| Huis Molecaten | Gebouw                    | vroeg 17e eeuw                            |                 | Molecaten 1                            | 52° 27' 52" NB, 6° 3' 10" OL | 530469 | Meer afbeeldingen                                                                          |
| Watermolen huis Molecaten | Industrie- en poldermolen | 1857                                      |                 | Molecaten bij 7                        | 52° 27' 57" NB, 6° 3' 17" OL | 20981  | Meer afbeeldingen                                                                          |
| Pand met hoge klokgevel | Gebouw                    | 1724 (jaartalankers)                      |                 | Ridderstraat 3                         | 52° 28' 31" NB, 6° 4' 13" OL | 20982  | Meer afbeeldingen                                                                          |
| Pand met verdieping onder met pannen gedekt zadeldak tegen tuitgevel en met wolfeind | Gebouw                    | 17e eeuw                                  |                 | Ridderstraat 12                        | 52° 28' 30" NB, 6° 4' 14" OL | 20983  | Meer afbeeldingen                                                                          |
| Pand met hoog zadeldak tussen puntgevels | Gebouw                    | late middeleeuwen                         |                 | Ridderstraat 13                        | 52° 28' 30" NB, 6° 4' 15" OL | 20984  | Meer afbeeldingen                                                                          |
| Voormalige stadsboerderij pand met verdieping onder met pannen gedekt schilddak | Gebouw                    | waarschijnlijk 17e eeuw                   |                 | Ridderstraat 14                        | 52° 28' 30" NB, 6° 4' 14" OL | 20985  | Meer afbeeldingen                                                                          |
| Pand met gepleisterde gevel onder rechte lijst | Gebouw                    | 17e eeuw                                  |                 | Ridderstraat 21                        | 52° 28' 29" NB, 6° 4' 17" OL | 20986  | Meer afbeeldingen                                                                          |
| Gepleisterd pand met verdieping en pannen zadeldak tussen puntgevels met vlechtingen | Gebouw                    | 17e eeuw                                  |                 | Ridderstraat 26                        | 52° 28' 29" NB, 6° 4' 16" OL | 20987  | Meer afbeeldingen                                                                          |
| Hoekpand met lage verdieping en omlopend pannen schilddak | Gebouw                    | 16e eeuw                                  |                 | Ridderstraat 30                        | 52° 28' 29" NB, 6° 4' 17" OL | 20988  | Meer afbeeldingen                                                                          |
| Schans te Hattem | Gebouw                    | ca. 1629                                  |                 | Veldweg bij 14                         | 52° 27' 42" NB, 6° 3' 16" OL | 20990  | Meer afbeeldingen                                                                          |
| Spijker Watervliet, 't Olde Spiker | Gebouw                    | eerste helft 16e eeuw                     |                 | Veldweg 14                             | 52° 27' 44" NB, 6° 3' 20" OL | 20991  | Meer afbeeldingen                                                                          |
| Achterhuis van Kerkstraat 55/57, dat zelf niet beschermd wordt | Woonhuis                  | 1608 (verb.)                              |                 | Zuidwal 42                             | 52° 28' 29" NB, 6° 4' 1" OL  | 20992  | Meer afbeeldingen                                                                          |
| De Fortuin | Industrie- en poldermolen | 1816 / 1852                               |                 | Molenbelt 7                            | 52° 28' 31" NB, 6° 3' 60" OL | 20993  | Meer afbeeldingen                                                                          |
| Tuinhuisje | Tuin, park en plantsoen   | 18e eeuw                                  |                 | Grote Gracht bij 27                    | 52° 28' 23" NB, 6° 4' 7" OL  | 20994  | Meer afbeeldingen                                                                          |
| Tuinhuisje | Tuin, park en plantsoen   | 18e eeuw                                  |                 | Grote Gracht bij 35                    | 52° 28' 23" NB, 6° 4' 5" OL  | 20995  | Meer afbeeldingen                                                                          |
| Tuinhuisje | Tuin, park en plantsoen   | 18e eeuw                                  |                 | Stadslaan bij 1                        | 52° 28' 23" NB, 6° 4' 4" OL  | 20996  | Meer afbeeldingen                                                                          |
| Tuinhuisje | Tuin, park en plantsoen   | 18e eeuw                                  |                 | Stadslaan bij 2                        | 52° 28' 24" NB, 6° 4' 1" OL  | 20997  | Tuinhuisje                                                                                 |
| Stadspomp | Gebouw                    | 1733                                      |                 | Kerkstraat bij 42                      | 52° 28' 30" NB, 6° 4' 1" OL  | 20998  | Meer afbeeldingen                                                                          |
| Beloop van de oude vestinggracht van belang uit oogpunt van krijgshistorische waarde | Gracht                    |                                           |                 |                                        | 52° 28' 26" NB, 6° 4' 2" OL  | 21000  | Beloop van de oude vestinggracht van belang uit oogpunt van krijgshistorische waarde       |
| Gedeelte van vestingmuur | Fort, vesting en -onderdl | middeleeuwen                              |                 | Vestingmuur aan Zuidoostzijde v/d stad | 52° 28' 26" NB, 6° 4' 2" OL  | 21003  | Meer afbeeldingen                                                                          |
| De Witte Raaf | Woonhuis                  | 1936                                      | A. Komter       | Veldweg 69                             | 52° 27' 30" NB, 6° 3' 36" OL | 333495 | Meer afbeeldingen                                                                          |
| brugkazemat Zwolle Zuid | Gebouw                    | 1936                                      |                 | Brugkazemat-Noord Geldersedijk         | 52° 29' 39" NB, 6° 3' 11" OL | 420217 | brugkazemat Zwolle Zuid                                                                    |
| Conferentie-oord de Hezenberg, vanwege het eenklaviers kabinetorgel | Gebouw                    | ca. 1835 (orgel) 1971 (rest.)             |                 | Hezenberg 6                            | 52° 27' 39" NB, 6° 4' 52" OL | 476728 | Meer afbeeldingen                                                                          |
| Rien Meijer | Woonhuis                  | 1920                                      |                 | Apeldoornseweg 9                       | 52° 27' 51" NB, 6° 4' 5" OL  | 523935 | Rien Meijer                                                                                |
| Dubbel landhuis van het type villa | Woonhuis                  | 1933                                      |                 | Apeldoornseweg 13                      | 52° 27' 34" NB, 6° 4' 1" OL  | 523936 | Dubbel landhuis van het type villa                                                         |
| Waterpompstation | Nutsbedrijf               | circa 1923                                | L.H.J. Westerop | Burg van Heemstralaan tegenover 2      | 52° 27' 28" NB, 6° 3' 58" OL | 523937 | Waterpompstation                                                                           |
| Transformatorhuisje | Nutsbedrijf               | circa 1923                                | L.H.J. Westerop | Burg van Heemstralaan tegenover 2      | 52° 27' 28" NB, 6° 3' 58" OL | 523938 | Transformatorhuisje                                                                        |
| Vrijstaande villa | Woonhuis                  | 1908                                      |                 | Hezenbergerweg 64                      | 52° 27' 40" NB, 6° 4' 23" OL | 523939 | Upload foto                                                                                |
| 'het Hogenhuis' | Woonhuis                  | 1915                                      |                 | Veldweg 89                             | 52° 27' 11" NB, 6° 3' 40" OL | 523940 | 'het Hogenhuis'                                                                            |
| 'Richmonde' | Woonhuis                  | 1903                                      |                 | Vuursteenberg 3                        | 52° 28' 11" NB, 6° 2' 49" OL | 523941 | 'Richmonde'                                                                                |
| IJsselbrug | Brug                      | 1927-1930                                 |                 | Over de IJssel (bij)                   | 52° 29' 40" NB, 6° 3' 33" OL | 523942 | Meer afbeeldingen                                                                          |
| Oude tuinmuur | Gebouw                    | 18e eeuw                                  |                 | Kleine Gracht ongenummerd              | 52° 28' 35" NB, 6° 4' 3" OL  | 526597 | Oude tuinmuur                                                                              |
| Vml. Heilige Geestgasthuis | Sociale zorg, liefdadigh. | 1350-1394                                 |                 | Kruisstraat 3                          | 52° 28' 29" NB, 6° 4' 10" OL | 526268 | Meer afbeeldingen                                                                          |

Aalten ·
Apeldoorn ·
Arnhem ·
Barneveld ·
Berg en Dal ·
Berkelland ·
Beuningen ·
Bronckhorst ·
Brummen ·
Buren ·
Culemborg ·
Doesburg ·
Doetinchem ·
Druten ·
Duiven ·
Ede ·
Elburg ·
Epe ·
Ermelo ·
Harderwijk ·
Hattem ·
Heerde ·
Heumen ·
Lingewaard ·
Lochem ·
Maasdriel ·
Montferland ·
Neder-Betuwe ·
Nijkerk ·
Nijmegen ·
Nunspeet ·
Oldebroek ·
Oost Gelre ·
Oude IJsselstreek ·
Overbetuwe ·
Putten ·
Renkum ·
Rheden ·
Rozendaal ·
Scherpenzeel ·
Tiel ·
Voorst ·
Wageningen ·
West Betuwe ·
West Maas en Waal ·
Westervoort ·
Wijchen ·
Winterswijk ·
Zaltbommel ·
Zevenaar ·
Zutphen
De link naar Nr. 20989 is dood.